# 71 Fragmentos de uma Cronologia do Acaso
71 Fragmente einer Chronologie des Zufalls (bra/prt: 71 Fragmentos de uma Cronologia do Acaso) é um longa-metragem austríaco de 1994, escrito e dirigido por Michael Haneke. Tem um enredo fragmentado, como o título sugere, e narra várias histórias em paralelo, aparentemente não relacionadas. Essas linhas narrativas separadas se cruzam em um incidente no final do filme: um assassinato em massa em um banco austríaco. O filme se passa em Viena de outubro a dezembro de 1993. Haneke se refere a 71 Fragmente einer Chronologie des Zufalls como a última parte de sua "trilogia da frieza", cujas outras partes são seus dois filmes anteriores O Sétimo Continente e O Vídeo de Benny.

## Enredo
O filme abre com legendas que apresentam o assassinato em massa em detalhes. Em seguida, ele narra em flashback os meses anteriores de várias pessoas em Viena. Um jovem romeno atravessa a fronteira furtivamente à noite, vagando por um pântano e se escondendo na carroceria de um caminhão. Em Viena, ele vive nas ruas como um mendigo. Um segurança faz buscas em um banco. Em casa, ele discute com a esposa e faz muitas orações. Um jovem rouba armas de um arsenal militar. Um estudante universitário joga com seus amigos em que eles apostam uns contra os outros. Ele aposta seu relógio contra uma pistola roubada. Um velho está sentado em casa assistindo à TV, conversando longamente com sua filha adulta, que está ocupada demais para ficar com ele. Um casal tenta adotar uma jovem.
O menino romeno é detido pelas autoridades e sua história recebe cobertura da imprensa. Ele é levado pelo casal que queria adotar a garota. Enquanto faz recados, a esposa o deixa no carro enquanto entra no banco. Ao mesmo tempo, o velho vai ao banco disfarçado de pegar a pensão, mas está lá mesmo para ver a filha que trabalha lá.
O estudante universitário para para abastecer. Com pouco dinheiro, ele atravessa a rua para usar o caixa eletrônico, mas não está funcionando. Estressado e com pressa, ele entra no banco lotado e tenta cortar para a frente da fila, mas é atacado por outro cliente. Ele sai do banco e volta para o carro, onde pega uma arma. Ele retorna ao banco, onde começa a atirar indiscriminadamente nas pessoas que estão lá dentro. Ele então volta para o carro e atira em si mesmo.